# Pedro de Rego Barreto da Gama e Castro
Pedro de Rego Barreto da Gama e Castro war ein portugiesischer Kolonialverwalter.
Von 1731 bis 1734 war Gama e Castro Gouverneur von Portugiesisch-Timor. Als er in der damaligen Kolonialhauptstadt Lifau eintraf, fand er seinen Amtsvorgänger Pedro de Melo von den Topasse belagert vor. Die Situation war so kritisch, dass Melo bereits geplant hatte, den Ort aufzugeben. Nur die von Gama e Castro mitgebrachte Verstärkung und Verpflegung rettete Lifau vorerst für die Portugiesen.
Gama e Castro segelte dann nach Dili, wo er dank der Verträge seines Vorgängers in Verhandlungen mit dem Rebellenführer und Topasse Francisco Fernandes Vaerella treten konnte. Auf Anweisung des Vizekönigs von Goa wurde den Rebellen Amnestie gewährt. In Manatuto wurde wieder eine portugiesische Garnison errichtet. Da sich die Verhandlungen hinzogen, kehrte Gama e Castro nach Lifau zurück und machte einen Zwischenstopp in Batugade. Der dortige Stützpunkt war von den Portugiesen im Laufe der Cailaco-Rebellion, die seit 1719 lief, aufgegeben worden. Gama e Castro bewog den lokalen Rebellenchef und Topasse Dom Lourenço da Costa zur Aufgabe. Am 19. September 1731 bat schließlich auch das Reich von Camenaça um Frieden, eines der führenden Rebellenreiche, doch bereits im selben Monat rebellierte Vaerella, unterstützt vom Reich von Vemasse. Ein Friedensvertrag wurde am 16. März 1732 geschlossen, doch Gama e Costa war nur kurz Ruhe gegönnt. Mehrfach brachen nun immer wieder neue Rebellionen aus. Gama e Castro musste hart gegen Vemasse, Laleia, Faturó (Futoro) und Sarau (Sarão) vorgehen. Schließlich konnte Vaerella besiegt werden. 1734 wurde Gama e Castro von António Moniz de Macedo abgelöst, der das Amt zum zweiten Mal antrat.
Von 1743 bis 1746 war Gama e Castro Gouverneur von Mosambik.

## Belege
- History of Timor – Technische Universität Lissabon (PDF-Datei; 805 kB)